# 堺市立原山台東小学校
堺市立原山台東小学校（さかいしりつ はらやまだいひがし しょうがっこう）は、大阪府堺市南区にあった公立小学校。
泉北ニュータウン栂地区の原山台の約半分と、旧村部の栂を校区とする。堺市立原山台小学校の過密化に伴い、原山台小学校から分離する形で1976年に開校した。
2018年3月31日に原山台小学校との統合により閉校。統合後の校名を堺市立原山ひかり小学校として原山台小学校の校地を利用するが、施設整備工事を行う関係で工事が終わるまでの間は暫定的に当校の校地を利用する。

## 通学区域
- 堺市南区 栂、原山台1丁、原山台2丁（一部）、原山台5丁（一部）

卒業生は基本的に堺市立原山台中学校に進学する。

## 交通
- 南海泉北線 栂・美木多駅から徒歩約10分。
- 栂･美木多駅から南海バス（原山台回り）に乗車して「原山台中学校」バス停で下車後、徒歩約1分。
- 栂･美木多駅から南海バス（原山台回り）に乗車して「原山台東小学校」バス停で下車後、徒歩約1分。

## 著名な出身者
- 西村優菜 - 女子プロゴルファー[2]
- 髙橋晃大 - オセロ選手